# Ducati Desmosedici RR
La Desmosedici est un modèle de motocyclette du constructeur italien Ducati.
La Desmosedici RR est la version routière de la Desmosedici courant dans le MotoGP, produite en quantité limitée à 400 exemplaires dans un premier temps, puis à 1 500 exemplaires.
La Desmosedici est mue par un moteur à quatre cylindres en V à 90°, à quatre temps.

## NCR Millona 16
Le préparateur NCR propose en 2010 la NCR Millona 16, sur la base d'une Desmosedici.
Le cadre, les jantes sont en fibre de carbone et fait par NCR.

## Apparition au cinéma
La Desmosedici RR apparait dans Expendables : Unité spéciale aux mains de Jason Statham et dans Wall Street : L'argent ne dort jamais avec Shia LaBeouf au guidon.